# Rotherham
För andra betydelser, se Rotherham (olika betydelser).

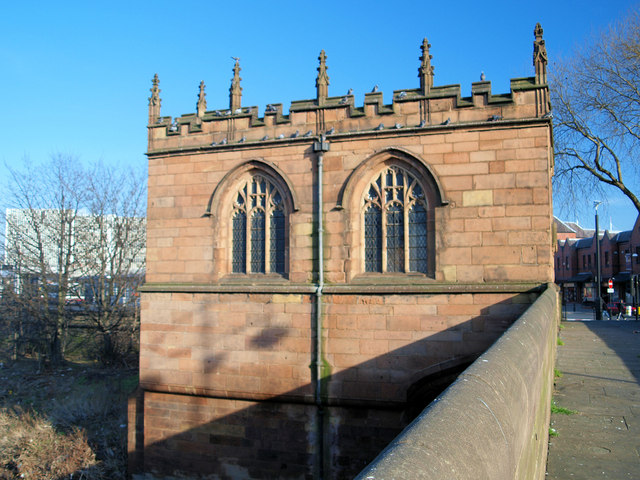
Brokapellet i Rotherham.

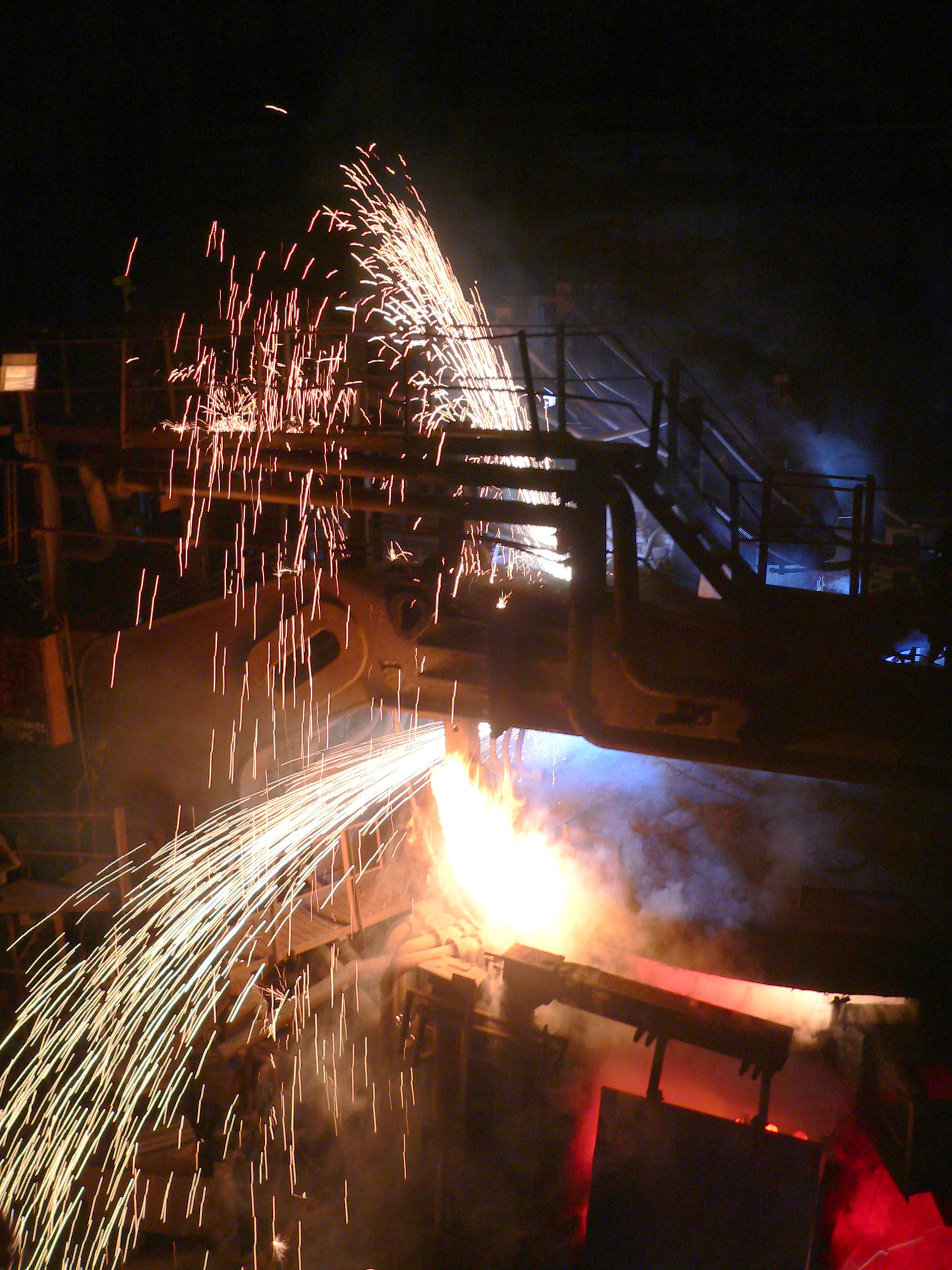
Magna Science Adventure Centre.

Rotherham är en stad (town) i South Yorkshire i England i Storbritannien, numera en del av det sammanhängande storstadsområdet kring Sheffield. Orten har 117 262 invånare (2001). Rotherham ingår i kommunen Metropolitan Borough of Rotherham, med 260 070 invånare (2014). Centrala Sheffield ligger omkring 9 km sydväst om Rotherhams centrum.

## Historia
Själva staden grundlades under tiden före normandernas erövring (1066), men det har funnits bosättningar i området betydligt längre tillbaka. Staden nämndes i Domedagsboken (Domesday Book) år 1086, och kallades då Rodreham.
I slutet av 1400-talet och början av 1500-talet upplevde staden en kort storhetstid då ett college, The College of Jesus, grundades med syfte att konkurrera med Oxford och Cambridge. Det kom dock att upplösas av Edvard VI i mitten av 1500-talet.
Från tiden strax före den industriella revolutionens början till långt in på 1900-talet var järnbruket av stor betydelse.
Motorvägarna M1 och M18 går förbi Rotherham.
Under sent 1990-tal och in på 2000-talet var staden skådeplats för en brottslighet där ligor förgrep sig på 1 400 tonårsflickor i staden. Polis och samhällsinstitutioner underlät att lagföra brotten av rädsla för att uppfattas som rasister, och kritiska myndighetsanställda tystades ned. På 2010-talet dömdes ett tjugotal män och två kvinnor till fängelsestraff av varierande längd.

## Sevärdheter
- Rotherham Bridge med kapellet Chapel of Our Lady of Rotherham Bridge från 1400-talet, ett av fyra bevarade brokapell i Storbritannien.
- Domkyrkan Rotherham Minster vid All Saints Square, byggd på 1400-talet.
- Vetenskapscentret Magna Science Adventure Centre, inrymt i ett före detta stålverk.
- Clifton Park Museum har utställningar om lokalhistoria.

## Sport
- Rotherham United FC, fotboll
- Rotherham RUFC, rugby